# Randers Fjord
Randers Fjord er Gudenåens udløb i Kattegat. Nogle regner den for at starte ved Randersbro i Randers, men den stærke strøm og det smalle løb gør, at det først er efter Uggelhuse, hvor løbet breder sig ud og møder Grund Fjord, at man kan regne udløbet for en fjord. Den inderste del blev tidligere kaldt for Gudenfjord. 
Der er ca. 30 km fra Randers til udløbet i Kattegat ved Udbyhøj, og ca. 20 km fra Uggelhuse midt i fjorden, hvor løbet breder sig ud og skifter karakter fra flodlignende å til fjord.
I 2018 åbnede Naturpark Randers Fjord som omfatter fjorden og områderne omkring den.
Historisk har fjorden haft betydning som transportforbindelse for varer til det indre af Jylland via fjorden og Gudenåen, inden landevejsnettet blev bygget. Gudenåen blev anvendt som transportåre med pramfarten på Gudenåen. I dag er Randers Fjord sejlbar for coastere ind til Randers. Hertil bliver der blandt andet sejlet kul til et lokalt kraftværk i Randers Havn.
Hvert 5. år bliver der vedligeholdt en gravet 7 meter dyb sejlrende op til Randers. I Randers går løbet over i Gudenåen, der ikke er sejlbar for skibsfart.
Rørskove af tagrør præger Randers Fjords bredder. Tagrørene bliver nogle steder høstet og anvendt som tækkerør til stråtag. I modsætning til den næste i fjord i striben af Kattegatfjordene op langs Jyllands østkyst, Mariager Fjord, hæmmes den rekreative adgang til Randers Fjords kystlinje af rørskove. 
Lystfiskere fra Danmark, såvel som især Holland og Tyskland, hvad udenlandske gæster angår, tager til Voer ved fjorden for at fiske sild i sæsonen, der starter i foråret og strækker sig hen over sommerhalvåret.
Ved Voer er der hen over nogle kilometer et sivfrit bolværk ned til fjorden, etableret i forbindelse med udgravning af sejlrenden tæt under land. Herfra kan lystfiskere kaste ud på dybt vand. Dette kombineret med at løbet er snævert her, hvilket samler sildestimerne, gør stedet yndet blandt lystfiskere. Også fordi der er nem adgang med bil, og plads til parkering langs den dæmning og grusvej, der går parallelt med fjorden på dette sted.
De små marinaer i Uggelhuse et par kilometer længere oppe ad fjorden fra Voer, er også interessante for lystfiskere, idet ikke mindst ferskvandsfisk, som aborrer, søger ind i havnene, når der er saltvandsindtrængen fra Kattegat i forbindelse med højvande.
To færgeruter krydser Randers Fjord; Én midt på fjorden ved Voer-Mellerup (Mellerup-Voer færgerute), og én yderst ude mod Kattegat ved Udbyhøj. Færgen ved Udbyhøj er en lille kabelfærge med plads til 12 personbiler. Færgen ved Voer, Ragna, er mindre og har plads til 3-4 personbiler.
Turisme: Ved Voer ligger Fjord- og Kystcentret, der er et besøgscenter og udstillingsted med møde-, overnatnings- og andre faciliteter møntet på at fremme naturoplevelser omkring fjorden. Herfra kan man også leje både, og der er waders-baserede forløb i fjorden for blandt andet skolebørn.
Den nordlige del af fjorden, ind til Mellerup, er del af Natura 2000-område nr. 14 Aalborg Bugt, Randers Fjord og Mariager Fjord og er både ramsarområde, habitatområde og fuglebeskyttelsesområde
- Udby Kirke er et sømærke ved indsejlingen til Randers Fjord
- Randers Fjord ved Mellerup. I baggrunden ses Voer Færgested
- Randers Fjord, lystfiskere v. Voer, Kanaløen